# Prosternum

Onderdelen van het borststuk van een huisvlieg:
1 = prescutum
2 = scutum
3 = scutellum
4 = propleuron
5 = mesopleuron
6 = metapleuron
7 = prosternum
8 = mesosternum
9 = metasternum

Het prosternum is een onderdeel van het borststuk van een insect. Prosternum betekent aan de voorzijde van de borst. Het prosternum is vanaf de zijkant bezien gelegen aan de onderzijde van het borststuk, voor het mesosternum (in het midden) en het metasternum (aan de achterzijde).